# José Gil Solé
José Gil Solé, né le 3 février 1929 à Arens de Lledó (Aragon) et mort le 10 septembre 2000 à Barjols (Var) est un coureur cycliste espagnol.

## Biographie
Né espagnol, il est naturalisé français en 1974.

## Palmarès
- 1951
  - 3e et 7e étapes de la Route de France
  - 3e de Nice-Mont Agel
- 1952
  - 2e du Course de côte du mont Faron
  - 3e du Grand Prix de Monaco
- 1953
  - Nice-Mont Agel
  - 3e du Monaco-Mont Agel
- 1954
  - 2e de Nice-Puget-Théniers-Nice
- 1955
  - Nice-Mont Agel
  - 2e du Grand Prix d'Andalousie
  - 2e du Grand Prix du Rocher Monaco
  - 2e de Nice-Puget-Théniers-Nice
- 1956
  - Course de côte de La Turbie
  - Nice-Mont Agel
  - Course de côte du mont Faron (contre-la-montre)
  - 2e du Monaco-Mont Agel
- 1957
  - Nice-Mont Agel
  - 3e étape du Tour des Hautes-Alpes
  - 2e du Monaco-Mont Agel
- 1958
  - Poly Lyonnaise
  - Grand Prix de Nice
  - Course de côte du mont Faron
- 1959
  - 5e étape du Tour du Sud-Est
- 1960
  - Nice-Mont Agel
  - Course de côte de La Turbie
  - Course de côte du mont Coudon
  - 2e de la Poly Lyonnaise
  - 2e de la Course de côte du mont Faron (contre-la-montre)
  - 3e du Monaco-Mont Agel
- 1961
  - 3e du Nice-Mont Agel
  - 3e du Monaco-Mont Agel
- 1962
  - Poly Lyonnaise
  - 2e du Nice-Mont Agel
- 1963
  - 2e du Grand Prix de Châtel-Guyon

## Résultats sur les grands tours

### Tour de France
3 participations
- 1952 : 47e
- 1953 : abandon (5e étape)
- 1956 : abandon (11e étape)